# Cueva Batatotalena
Batatotalena también conocida como Diva Guhava en la literatura budista, es un sistema de cuevas en Sudagala, a 5 km (3 millas) de distancia de la ciudad de Kuruwita, en la provincia Sabaragamuwa de Sri Lanka.
La cueva mide aproximadamente 15 m (49 pies) de alto, 18 m (59 pies) de ancho y tiene 25 m (82 pies) de longitud, con un total de área para la cueva interna de 6.800 m³ (240.000 pies cúbicos). El acceso a la cueva incluye un recorrido de 400 metros (1.300 pies) desde Sudagala, y una parte adicional de 50 m (160 pies) de subida para llegar a la entrada de la cueva. Aproximadamente 30 m (98 pies) de la cueva están parcialmente sumergidos, y se puede acceder después de 20 m (66 pies) de nado.